# Hoside Akihiko
Hoside Akihiko (星出彰彦; Hepburn: Akihiko Hoshide; Szetagaja, Tokió, 1968. december 28. –) japán mérnök, űrhajós.

## Életpálya
1992-ben a Keio Egyetemen szerzett gépészmérnöki diplomát. 1997-ben az Aerospace Engineering oktatásán szerzett doktori oklevelet.[1992-ben csatlakozott a National Space Development Agency of Japan (NASDA) űrügynökséghez, ahol a H–II rakéta kialakításán tevékenykedett. 1994-1999 között a NASDA megbízásából az űrhajósok támogatásáért felelős mérnök.
A JAXA űrhajósa. 1999. február 10-től részesült űrhajóskiképzésben. Kiképzésben részesült a Lyndon B. Johnson Űrközpontban, valamint a Jurij Gagarin Űrhajóskiképző Központban. Űrhajós kiképzését befejezve a Kibo modul és a H–IIA rakéta fejlesztésében vett részt. Két űrszolgálata alatt összesen 140 napot, 17 órát és 26 percet töltött a világűrben. Szolgálata alatt több űrsétát (kutatás, szerelés) végzett.

## Űrrepülések
- STS–124 a Discovery űrrepülőgép 35. repülésén küldetés specialista. A Nemzetközi Űrállomáshoz (ISS) szállította a japán (Kibo) modul második elemét (Pressurized Module (PM)) és a hozzá kapcsolódó Remote Manipulator System (JEMRMS) nevű robotkart. Első szolgálatán összesen 13 napot, 18 órát, 13 percet és 7 másodpercet töltött a világűrben. Szolgálata alatt három űrsétát (kutatás, szerelés) végzett. 218 alkalommal kerülte meg a Földet, 9 230 623 kilométert (5 735 643 mérföldet) tett meg.
- Szojuz TMA–05M  fedélzeti mérnöke. Az időszakos karbantartó munkálatok mellett elvégezte az előírt kutatási, kísérleti és tudományos feladatokat. Több mikrogravitációs kísérletet, emberi-, biológia- és a biotechnológia, fizikai és anyagtudományi, technológiai kutatást, valamint a Földdel és  a világűrrel kapcsolatos kutatást végezett. Fogadta a teherűrhajókat, segített kirámolni a szállítmányokat, illetve bepakolni a keletkezett hulladékot. Második szolgálatán összesen 126 napot, 23 órát és 13 percet töltött a világűrben.

### Tartalék személyzet
Szojuz TMA–03M fedélzeti mérnöke